# زیردریایی فوکو (کیو۷۰)

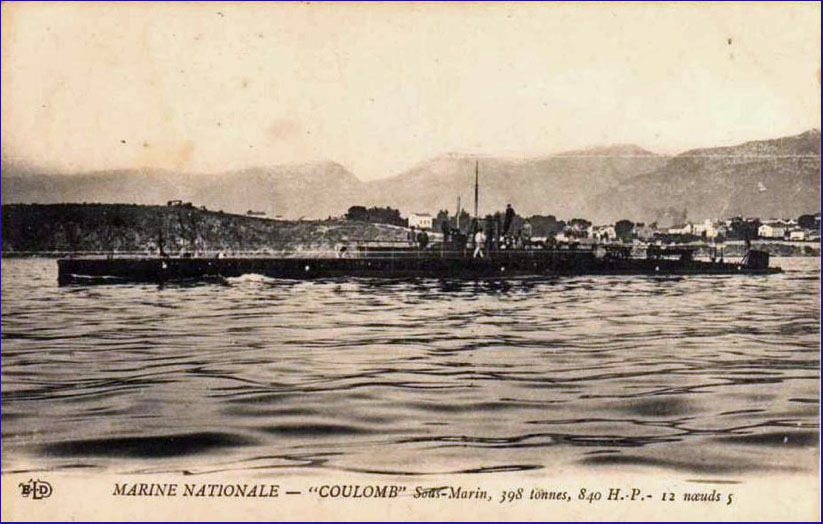
زیردریایی فوکو فرانسوی در آب های فرانسوی۱۹۵۸ میلادی

زیردریایی فوکو (کیو۷۰) (به انگلیسی: French submarine Foucault (Q70)) یک زیردریایی بود که طول آن ۱۷۰ فوت ۱۱ اینچ (۵۲٫۱۰ متر) بود. این زیردریایی در سال ۱۹۱۱ ساخته شد.